# Suzanne Hiltermann-Souloumiac
Pour les articles homonymes, voir Hiltermann et Souloumiac.
Suzanne Hiltermann, alias Touty, née le 17 janvier 1919 à Amsterdam et morte le 2 octobre 2001 à Désaignes (Ardèche), est une résistante française.
À l'âge de 20 ans, Suzanne quitte la Hollande pour suivre des études d'ethnologie à l'Université de la Sorbonne. Dès les premiers jours de l'occupation de Paris, elle entre en résistance. Elle fait partie en 1943 des trois fondateurs du réseau Dutch-Paris, réseau qui va sauver la vie de près de deux cents aviateurs alliés et d'un millier de personnes traquées par les nazis pour leur résistance ou en raison de leurs convictions religieuses. En février 1944, Touty est arrêtée par la Gestapo. Après quelques semaines de détention dans les prisons de Romainville et de Fresnes, elle est déportée au camp de Ravensbrück. Un an plus tard, elle est libérée par les « bus blancs » du comte Bernadotte. Peu de temps après son retour en France, elle épouse Pierre Souloumiac. Pierre est à l'époque capitaine au long cours de la Marine marchande. Durant toute la guerre, il a approvisionné en armes et munitions l'Angleterre depuis le Canada et les États-Unis.
Leur premier enfant, Anne, naît en 1946. Le second, Alain, en 1948. La dernière, Irène, en 1951. De 1954 à 1961, Touty s'identifie à la cause de la résistance algérienne. Avec son amie Germaine Tillion, elle milite pour la libération de l'Algérie. Vivant à Hong Kong de 1961 à 1964, elle exerce une influence décisive sur la reconnaissance de la Chine par la France. À la même époque, elle fonde l'École française de Hong Kong, aujourd'hui devenue le plus grand lycée français d'Asie. En 1968, et dans les années qui suivent, elle soutient activement la colère des étudiants contre la société de consommation et les grandes idées dont le mouvement est porteur. Elle s'inscrit à la Faculté de Jussieu, pour y reprendre ses études de mandarin, commencées à Singapour et poursuivies à Hong Kong.
À partir de 1981, elle se retire en Ardèche. Sur les hauteurs de Désaignes, elle consacre quatre années à restaurer les ruines des Baux du Peyron pour en faire une propriété accueillante où elle reçoit ses amis. Écologue de la première heure, elle mène campagne pour la sauvegarde de la planète et nourrit d'intenses correspondances avec diverses personnalités, particulièrement aux États-Unis.
En reconnaissance de ses actes pour le triomphe de la cause de la liberté et de l'importance des services rendus à la cause alliée, le président Harry S. Truman lui a décerné en 1946 la Medal of Freedom, une des plus hautes distinctions des États-Unis d'Amérique.

## Biographie
Issue d'une famille de magistrats et d'industriels hollandais, Suzanne Hiltermann quitte son pays natal en 1939 pour entreprendre des études d'ethnologie à Paris.

### Seconde Guerre mondiale
Peu de temps après l'occupation de Paris par les troupes allemandes, elle entre en résistance. Elle rend service à de jeunes Hollandais qui veulent rejoindre l'Angleterre pour combattre et à d'autres qui fuient les persécutions religieuses et raciales. Avec Micheline Goeschel, Jean Milleret et Léo Marc Mincovschi, Touty soutient la création du réseau Dutch-Paris fondé par son ami Herman Laatsman. Concentrant progressivement ses activités dans la protection et le rapatriement des pilotes alliés, le réseau exerce une influence importante au sein de la résistance continentale. Il travaille sous les ordres du capitaine Johan Hendrik Weidner. À Paris, l'une des personnes les plus importantes du réseau était Jean Michel Caubo, également néerlandais. Ce dernier travaille officiellement à la gare de Paris-Nord où il gère le trafic ferroviaire avec la Belgique et les Pays-Bas. Grâce à lui et à ses deux fils, plus de mille réfugiés, dont environ 800 juifs, parviennent à déjouer les contrôles établis par la police allemande.
Le capitaine Weidner joue de premier plan au sein du réseau Dutch-Paris. Ses hauts faits lui ont valu d'être distingué par plusieurs nations. Israël lui a attribué le titre de Juste parmi les nations et a planté un arbre à son nom à Yad Vashem.

#### Évacuation des pilotes
En réponse aux priorités stratégiques définies par Londres, le réseau Dutch-Paris se spécialise à partir de 1943 dans l'évacuation des aviateurs tombés en France et en Europe. D'importants moyens sont déployés pour les acheminer à travers les zones occupées, depuis le nord de la Hollande jusqu'au sud de l'Espagne. Les priorités de Londres s'expliquent par le fait que les forces aériennes sont devenues le grand vecteur stratégique dont dépend l'issue de la guerre. Churchill résume l'équation par la formule : « Never in the field of human conflict was so much owed by so many to so few. »
Les missions aériennes se multiplient et beaucoup d'avions alliés sont abattus. Les aviateurs qui survivent à la destruction de leur appareil se retrouvent seuls en divers points de l'Europe occupée. Une partie importante des pilotes tombés en Hollande, en Belgique et en France sont ramenés vers le réseau Dutch-Paris par les réseaux de résistance affiliés à Dutch-Paris. Ils sont, pour la plupart, américains. Un suivi étroit est organisé pour protéger ces précieux combattants, afin qu'ils puissent regagner leurs bases. Dutch-Paris informe Londres et Londres se coordonne avec Washington.
La première préoccupation est d'habiller en vêtements civils es pilotes, de sorte qu'ils ne puissent être remarqués et identifiés. Comme ils sont souvent de grande taille, ce n'est pas une mince affaire. La Résistance fonctionne bien. On trouve tout sur le marché noir. Touty s'occupe de ces opérations : cacher les pilotes, les nourrir, leur apprendre quelques rudiments de français et se procurer de faux papiers pour permettre leur retour vers Londres le plus rapidement possible. Le réseau gère l'acheminement — le plus souvent via des passeurs qui les conduisent vers Espagne en franchissant les montagnes des Pyrénées.
Au commissariat de Drancy, Michel Duchanel a accepté de prendre en charge la fabrication des faux papiers (cartes d'identité et de rationnement) pour les pilotes, avec des tampons venus de différentes mairies de France. Des tampons provenant d'une seule commune apparaîtraient suspects. Des itinéraires, des interconnexions et des relais d'acheminement sont mis en place du nord de la Hollande jusqu'au massif des Pyrénées.
Touty a également ses entrées dans les administrations nazies qui gouvernent Paris. En particulier, le docteur Karl Heinz Gerstner, conseiller économique à l’ambassade d’Allemagne, lui procure à la fois des vrais faux-papiers et de précieux renseignements. Dans son livre publié en 1999, publié aux Editions Ost, sous le titre Sachlich, kritisch, optimistichintitulé, le docteur Gerstner raconte ses actions au bénéfice de Dutch-Paris et ses relations avec Touty, qu'il a poursuivies après la guerre.
En janvier 1944, Touty doit faire face à des afflux de pilotes, américains principalement. La difficulté est toujours de les déguiser en français ordinaires, de faire des photographies d’identité et des faux papiers ; et d'éviter qu'ils ne parlent trop fort en langue anglaise. Ceux de la dernière vague sont : le second lieutenant Jack O. Norton, le second lieutenant Karl D. Miller, le sergent James E. Tracy, le second lieutenant Chauncey Hicks, le second lieutenant Charles O. Downe, Ernest O. Grubb, Jan Triobansky.
Trois autres en provenance de Bruxelles viennent les rejoindre au 11 rue Jasmin : Loral Martin, Harry D. Kratz et Herman Morgan. Puis viennent encore dix américains et deux anglais. Début 1944, le réseau ne sait plus où loger tout ce monde. Grâce à l’aide d’un prêtre, des cachettes sont aménagées dans les caves de l'École normale supérieure. Huit autres nouveaux arrivants sont logés près de Montfermeil.
Touty et Marie France accompagnent les groupes successifs de pilotes qui doivent franchir les Pyrénées à la Gare d'Austerlitz. Là, c'est ordinairement Suzy Kraay qui assure leur prise en charge. Elle est absente lors du dernier rendez-vous. Face aux nécessités, Touty et Marie France décident d'escorter elles-mêmes le groupe jusqu'à Toulouse. Là, M. Moen (personnage clé du réseau dont le vrai nom est Edward Chait) les attend. Il les prend en charge pour le transfert vers l'Espagne selon les procédures prévues par le réseau.
La filière d'évacuation des pilotes a été décrite d'une manière précise, dans son rapport au Department of Defence, par le navigateur américain Victor Ferrari. Un résumé de l'Odyssée de ce rescapé d'un bombardier américain, tombé en Hollande près de la ville de Zwolle, figure dans l'article Dutch-Paris de la présente encyclopédie. Plus de 120 pilotes américains au total, selon les statistiques du Ministère de la Défense des Etats-Unis, seront sauvés et pourront reprendre le combat contre les envahisseurs nazis grâce à Dutch Paris. D'après les études menées par l'historienne américaine, Megan Koreman, "De 1942 à 1944, la ligne d'évasion Dutch-Paris que les américains appellent un réseau underground permis à environ 3,000 people d'échapper aux persécutions nazis".

#### Dénonciation
Léo Marc Mincovschi, qui travaille en tant qu'interprète à l'ambassade d'Allemagne, informe Touty à son retour de Toulouse, que Suzy Kraay a été arrêtée par la police française le 10 février et que le réseau est grillé. Tous deux foncent vers l'appartement de Touty, rue du Laos, pour détruire les papiers, vêtements et outils compromettants. Puis Touty prend contact avec Hermann Laatsman et le Capitaine Weidner qui tempèrent son inquiétude et se montrent rassurants : « C'est simplement une histoire de marché noir, tempère le Capitaine Weidner. La police française n'ira pas plus loin. Il n'y a rien à craindre. »
Le 26 février commence le coup de filet de la Gestapo qui va conduire à l'arrestation de tous les membres du réseau Dutch-Paris, à la suite des informations livrées par Kraay, à l'exception du capitaine Weidner qui parvient à s'échapper. Touty est arrêtée le 27 février 1944. Elle est internée à Fresnes, ensuite à Romainville. Après des interrogatoires répétés, comportant l'usage de la torture, elle est déportée à Ravensbrück par le convoi du 18 avril 1944.

#### Déportation
Du camp, comme le dira plus tard Michel Anthonioz rapportant les propos de sa mère, Geneviève de Gaulle, une des amies de Touty au camp de Ravensbrück : « Elle n'en parlait jamais, mais il était présent à chaque seconde de sa vie ». Dans le wagon à bestiaux qui les transporte à travers l'Allemagne, Jacqueline Péry se souvient que Touty était une des rares prisonnières à avoir une idée précise de ce qui les attendait. Habitant au Pays-Bas près de la frontière allemande, parlant la langue couramment, connaissant Mein Kampf qu'elle avait lu avant que la guerre ne se déclenche, ayant entendu et compris le sens des discours du chancelier Hitler, gardant des liens étroits avec des allemands antinazis, jusqu'à l'intérieur de l'ambassade d'Allemagne à Paris, et ayant escorté des juifs persécutés plusieurs fois à la frontière suisse, elle était bien informée de l'univers dans lequel elles allaient entrer.
Au camp, bien que de nationalité néerlandaise à cette époque, elle demeure dans le bâtiment occupé par les Françaises. Elle exerce successivement les activités de couturière, déménageuse et bûcheronne. La vie au camp est dure (voir le témoignage détaillé de Jacqueline Péry de la Rochebrochard). Sa grande amie, et future belle sœur, est Simone Souloumiac. Simone, avec laquelle Touty partage une paillasse, est issue du réseau Charette fondé par le neveu du général de Gaulle : Michel Cailliau. Simone est très jeune. Lorsqu'elle se décourage, Touty lui murmure : « Tiens bon ! Il faut que nous puissions voir la fin du film. »
Président de la Croix Rouge suédoise, le comte Folke Bernadotte a été pressenti par Himmler pour discuter d'une « paix des braves » avec les Alliés. C'est le médecin personnel de Himmler, le docteur Felix Kersten qui soutient la libération des prisonniers des camps nazis. Himmler donne finalement son accord pour que certains déportés du camp de Ravensbrück soient libérés. Le commandant du camp Suhren obtempère, non sans difficultés. Les nouveaux ordres apparaissent en effet tout à fait contraires à ceux d'extermination totale donnés par le Führer.
L'opération de la Croix rouge suédoise est menée par un médecin suédois, le Dr Arnoldson : dix-sept autocars blancs se rangent devant l'entrée du camp le 23 avril 1945. La fin de la guerre est proche. Le commandant du camp se résigne à laisser partir trois cents miraculées belges, françaises et hollandaises, qui vont échapper à la solution finale ordonnée pour toutes les internées. Elles sont conduites à Göteborg, en passant par le Danemark, encore sous domination nazie. Touty bénéficie des soins prodigués par la Croix Rouge durant plus d'un mois à Göteborg.

### Libération

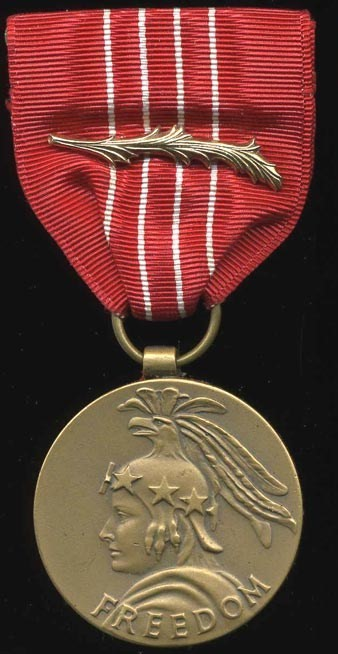
Medal of Freedom.

Un avion spécial de l'US Air Force ramène Touty à l'aéroport du Bourget. Quelque temps plus tard, elle fait la connaissance du frère de Simone Souloumiac, sa meilleure amie du camp.
Pierre Souloumiac, né le 4 mai 1918 à Saint-Nazaire, est un miraculé des sous-marins allemands. Il est cité dans le livre de Georges Godefroy, Le Havre sous l’occupation 1940-1944  pour son haut-fait sur un minuscule dragueur dont l’officier venait d’être blessé par un mitraillage : encore matelot, élève frais émoulu de l'École d'hydrographie du Havre, il en prit le commandement et l'amena à bon port. Capitaine au long cours, il s'est spécialisé ensuite pendant toute la guerre dans le transport rapide — hors convoi — de matériel de guerre entre l'Angleterre, les États-Unis et le Canada.
Suzanne et lui se marient le 9 février 1946. En 1951, Pierre Souloumiac cesse de naviguer et entre au Ministère de la Marine marchande où il participe à la rédaction du Code sur le transport des marchandises dangereuses. Le couple s'installe dans une vieille ferme du hameau de Balizy, à 23 kilomètres au sud de Paris.
Touty y reçoit souvent ses anciennes amies du camp, notamment Germaine Tillion. Elles ont de longs échanges sur ce qui se passe en Algérie, pays que Germaine connaît particulièrement bien. Elles sont conduites à établir un parallèle entre la situation de certains algériens et les épisodes tragiques qu'elles ont vécus. C'est lors d'une de leurs conversations que naît le terme de "clochardisation" pour désigner la terrible marginalisation, qui frappe les trois quarts de l'espèce humaine. Les multiples formes que prend cette marginalisation en Algérie seront combattue par Germaine Tillion elle-même, avec beaucoup de courage et d'efficacité. Sa détermination frappe le père du héros d'un roman de Yasmina Khadra (Ce que le jour doit à la nuit). Elles comprennent la terreur des faibles, desquelles leur passé les rapproche. Leur passé les conduit à dénoncer la torture et à prendre très tôt le parti de l'indépendance. Proche du Général de Gaulle, Germaine Tillion sera une des interlocutrices qui convaincront le premier Président de la Ve République de la nécessité d'accorder son indépendance à l'Algérie, dans l'intérêt des deux communautés.
C'est à Balizy que Touty compose ou traduit ses contes pour enfants. Son mari meurt le 3 février 1956. Elle traverse alors une période difficile. Elle devient correspondante pour la France du Haagse Post (nl), hebdomadaire néerlandais dont son frère, G.B.J. Hiltermann (en), est propriétaire. Élue au conseil municipal de Longjumeau, elle s'attache à promouvoir le hameau de Balizy, en prenant appui sur le riche passé de l'ancienne commanderie des Templiers qui y résidait. Elle y développe en particulier, à partir du 14 juillet 1959, la Fête de la Liberté.

### Découverte de la Chine
En 1959, elle fait la connaissance d'Albrecht Van Aerssen, diplomate néerlandais. Ils se marient à La Haye le 1er avril 1960. Albrech est le fils du baron François Cornelis van Aerssen Beijeren van Voshol qui, ministre plénipotentiaire en Chine a conseillé à son pays, malgré l'avis hostile des États-Unis, de reconnaître la Chine après la révolution communiste de 1947. À la faveur du soutien de son père et de son épouse, le baron Albrecht Van Aerssen est nommé peu après son mariage à Hong Kong par la Couronne néerlandaise. Il y exerce les fonctions de Consul général.
En 1963, Touty reçoit la visite de Bernard Anthonioz, conseiller d'André Malraux au Ministère de la Culture. Sans que l'objet de sa mission à Hong-Kong ne soit révélé, les conversations portent notamment sur la reconnaissance de la Chine. Touty soutient avec force l'intérêt pour la France, sur un plan tant économique que politique, d'une reconnaissance de la Chine. À l'inverse de beaucoup de personnes de sa génération, elle ne considère pas les communistes comme des ennemis. Beaucoup de ses amis, dans la résistance ou au camp de Ravensbrük, appartenaient au parti communiste. Elle croit à l'alliance durable des grands peuples, par delà les changements et les évolutions politiques. Issu d'une grande famille de diplomates des Provinces-Unies le Baron François Van Aerssen, son beau-père, lui avait décrit pourquoi et comment il avait recommandé à la Couronne néerlandais de reconnaître la Chine après la prise du pouvoir en 1949 par Mao Zedong.
Touty reprend ces arguments. Époux de son amie Geneviève de Gaulle, Bernard Anthonioz est conquis. Les discussions vont très loin. On envisage les dimensions historiques d'une telle reconnaissance ; particulièrement pour contenir et contribuer à résoudre la guerre du Vietnam qui commence à prendre une ampleur internationale. Les discussions vont si loin qu'est envisagée la composition de la première équipe diplomatique qui devra représenter la France à Pékin. Touty recommande en particulier la compétence Jean-Pierre Angrémy, alors vice-consul à Hong Kong, qui sera admis plus tard à l'académie française en raison de l'importance de ses travaux sur la Chine. Le nom du premier ambassadeur de France à Pékin est évoqué (Lucien Paye). La Chine sera reconnue par le Général de Gaulle et ces personnes feront effectivement partie de la première ambassade envoyée par la France à Pékin.

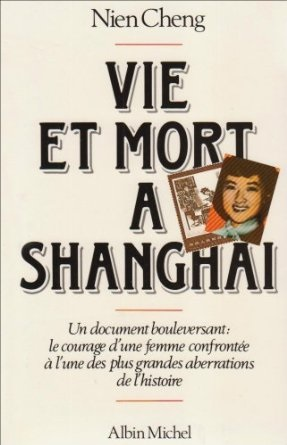
Nien Cheng.

La même année, elle rencontre Nien Cheng et se lie d'amitié avec cette femme d'exception. Nien Cheng représente en Chine la Compagnie néerlandaise de pétrole Shell. En témoignage de sa gratitude pour ses échanges de vue sur l'avenir de la Chine, les arts et le sens de la vie, Nien Cheng offre à Touty quatre peintures de grands maîtres de la peinture chinoise, dont un Shi Bai Qi.
De retour en Europe, Touty apprend les mauvais traitements dont son amie et sa fille font l'objet de la part des gardes rouges. La fille de Cheng, Meiping, est une actrice brillante et prometteuse. Brutalisée toute une journée par les gardes rouges, alors qu'elle n'a pas encore vingt ans, elle rentre le soir à l'appartement qu'elle partage à Shanghai avec sa maman. Pressée de questions par Nien Cheng, elle avoue les sévices dont elle vient d'être victime, en tant que « sale fille d'une mère au service de l'impérialisme bourgeois ».
Les gardes ont voulu qu'elle condamne sa mère, criminelle bourgeoise qui combat la révolution. Nien est en larmes. Meiping, lui répond : « Mais, maman, ils peuvent taper aussi fort qu'ils veulent. La vérité est. Ils n'y pourront rien changer ».
Peu de temps après, début 1967, Touty apprend que Nien a été arrêtée et déportée. Elle écrit alors une lettre au Président Mao pour le supplier de libérer son amie. En vain. Nien subit plusieurs années de captivité très dures en camp de rééducation.
Nien renoue ses relations avec Touty à sa sortie du camp. En 1980, des États-Unis et du Canada où elle a émigré, Nien lui raconte dans de longues lettres les souvenirs qui la tourmentent. Depuis les montagnes d'Ardèche où elle a élu domicile, Touty revit à travers ces tristes épisodes certains des affres qu'elle a subi au camp de concentration. L'écrit libère. Elle suggère à son amie chinoise d'écrire un livre. Nien se laisse convaincre. Elle lui fait lire ses chapitres au fur et à mesure qu'elle les compose. L'ouvrage paraîtra en 1987 sous le nom Life and death in Shanghai (en) (Vie et Mort à Shanghai). Il connaîtra un succès international considérable.

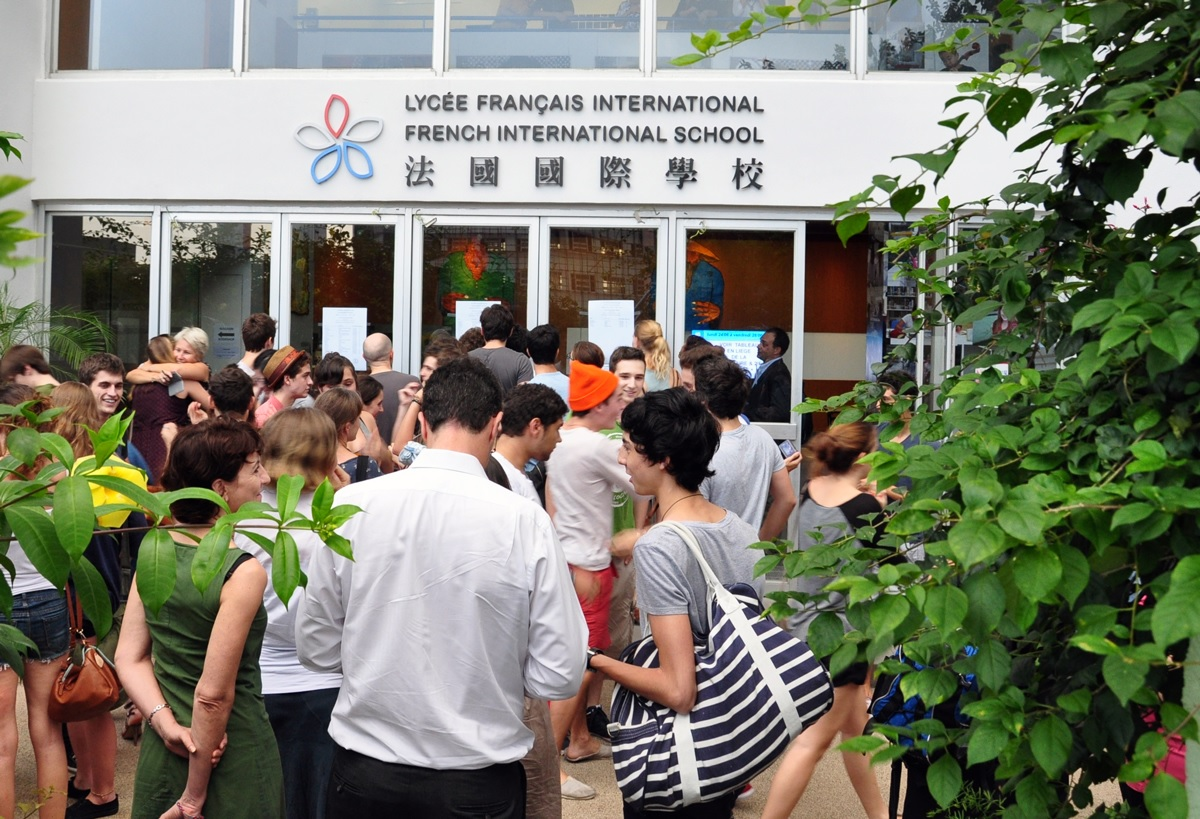
French lycée.

Pour l'éducation des enfants de la petite colonie française, Touty fonde une école en 1963. Au démarrage, l'école n'occupe que trois pièces, le matin, dans les locaux de l'Alliance française au Hang Seng Bank Building. Elle fonctionne avec quelques enseignants bénévoles, dont la plupart viennent du Consulat de France. Attaché militaire, le Commandant Houël s'occupe des mathématiques. Le révérend père Chagny y enseigne les cours de littérature. Le vice-Consul, Jean-Pierre Angremy en sera le premier professeur d'histoire. Touty y enseigne les langues vivantes.
Avec le puissant soutien des cours par correspondance du CNTE de Vanves qui structure son fonctionnement, petit à petit, l'école prend souche et grandit : 1 200 élèves étudient à présent au Lycée Victor-Segalen de Hong Kong; il est devenu le plus grand lycée français d'Asie.

### Ardèche
En février 1964, Touty et ses enfants quittent l'enclave britannique à bord du Laos, paquebot affrété par les Messageries maritimes. La même année, Touty divorce du baron Van Aerssen.
En 1968, et dans les années qui suivent, elle soutient activement les étudiants en révolte et les idées dont le mouvement est porteur. À la suite de l'ouverture des Universités qui suit les événements de mai 1968, elle reprend à Jussieu les études de chinois qu'elle a commencées à Singapour et à Hong Kong.
Les Van Waveren lui font découvrir l'Ardèche. Touty s'installe en 1981 aux Baux du Peyron à Désaignes, près du Chambon-sur-Lignon où elle vivra les vingt dernières années de sa vie. Pendant cette période, elle nourrit d'intenses correspondances, particulièrement avec les États-Unis (Ned O Gorman, Jimmy Carter, Nan Orchevsky, Nien Cheng, Donald Workum...), depuis sa résidence des Baux du Peyron.
Elle mène pour trois causes: la souveraineté des droits de l'homme dépassant la confrontation des nations, le choix offert aux citoyens de voir et valoriser les bonnes pratiques gouvernementales et la libération des créateurs.
Le 2 octobre 2001, elle décide de mettre fin à ses jours et meurt à son domaine des Baux du Peyron à Désaignes. Ses cendres ont été dispersées sur les monts d'Ardèche.

## Hommages
- Le conseil municipal de Montreuil-Juigné en Maine-et-Loire lui a fait l'honneur de baptiser de son nom une rue du Hameau de l'Espérance.
- Dans son livre intitulé Hong Kong présences françaises, Du XIXe siècle à nos jours', François Drémeaux met en valeur le rôle éminent qu'elle a joué dans la fondation du Lycée français de Hong Kong.
- Le livre consacré par la chercheuse universitaire américaine, Megan Koreman, à la résistance de Dutch-Paris (De Dutch-Paris Ontsanappinglslijn 1942-1945, 376 pages, Edition Boom, Amsterdam 2016), décrit le rôle joué par Touty Hiltermann dans le réseau. Edité  à l'origine en langue anglaise par Oxford Press, il est actuellement en cours de traduction en langue Française.

## Sources
1. ↑  ABC News, « Obama Awards Presidential Medal of Freedom FULL EVENT », 22 novembre 2016 (consulté le 20 mai 2017)
2. ↑  (en) Koreman, Megan,, The escape line : how the ordinary heroes of Dutch-Paris resisted the Nazi occupation of western Europe, 2018, 410 p. (ISBN 978-0-19-066227-1 et 0190662271, OCLC 1004254817, lire en ligne)
3. ↑  Report brought in by Mlle Suzanna Maria HILTERMANN, consultable sur http://commons.wikimedia.org/w/index.php?title=File%3AHilterman_NARA_298-290-55-35-4_Box_406_Weidner-1-.pdf&page=1
4. ↑  Flee the Captor.
5. ↑  Flee the Captor, p. 272.
6. ↑  Megan Koreman, Wars Long Shadow, Notre Dame Magazine Spring 2220 P.31.
7. ↑  Transport parti de Paris le 18 avril 1944 (I.204.)
8. ↑  « Survivre à Ravensbrück Témoignage de Jacqueline Péry d'Alincourt* », sur larochebrochard.free.fr (consulté le 9 avril 2023).
9. ↑  Voir le livre de Karl-Heinz Gertstner intitulé Sachlich, kritisch, optimistich (publié aux éditions ost en 1999) pp. 146 et ss où l'auteur décrit ses relations avec la résistance française et avec Suzanne Hiltermann.
10. ↑  Germaine Tillion, L’Algérie en 1957, Les éditions de minuit.
11. ↑  Khadra (Y), Ce que le jour doit à la nuit, Julliard 2008.
12. ↑  S. Souloumiac, « Le Chemin perdu », in Rachel du vert bocage et autres contes et nouvelles, Le soutien par le livre, 1983.
13. ↑  http://web.archive.org/web/20110721021607/http://bib.tarn.fr/scripts/opsys.asp?MODULE=3W9501&NOTICE=0149554&ETAPE=E2&NUMORDRE=54.
14. ↑  (nl) François Cornelis van Aerssen Beijeren van Voshol, « Nederlandse ambassadeur in China: te zijner tijd erkenning. », De Waarheid. (12-01-1950),‎ 12 janvier 1950
15. ↑  Marnix Van Aerssen,, Driemaal Oost: François van Aerssen Beijeren van Voshol (1883-1968), Den Haag, K, 2010, 536 p. (ISBN 9789490258139, lire en ligne)
16. ↑  Claude Chayet - premier représentant de la France à Pékin en 1964 - charles-de-gaulle.org.
17. ↑  article du journal Le Monde https://www.lemonde.fr/disparitions/article/2009/11/16/nien-cheng-victime-de-la-revolution-culturelle-chinoise_1267792_3382.html
18. ↑  François Dremeaux, Hong-Kong, Présences françaises, Bonham Books 2013, p. 212.
19. ↑  Lycée français international - Consulat général de France à Hong Kong et Macao
20. ↑  Philippe RAMONA, « Le paquebot LAOS (3) des Messageries Maritimes », sur messageries-maritimes.org (consulté le 9 avril 2023).
21. ↑  20181003 Stanford - Testimony of Dutch Paris